# Lankanectes corrugatus
Lankanectes corrugatus es una especie de anfibio anuro de la familia Nyctibatrachidae y única representante del género Lankanectes.

## Distribución geográfica y hábitat
Es endémica de las zonas submontanas de Ceilán. Su rango altitudinal oscila entre 60 y 1525 m s. n. m..

## Estado de conservación
Se encuentra amenazada por la pérdida de su hábitat natural.